# Poieni (gmina Parincea)
Poieni – wieś w Rumunii, w okręgu Bacău, w gminie Parincea. W 2011 roku liczyła 88 mieszkańców.